# 特拉扎省
特拉扎省（阿拉伯语：‎）是毛里塔尼亞西南部的一個省份，西面大西洋，南隔塞內加爾河與塞內加爾相望。面積67 800平方公里，2000年估計人口268,220人。首府羅索。
下分6區。
1. ↑  Brinkhoff, Thomas. . City Population.   [2015-06-14].
2. ↑  . hdi.globaldatalab.org.   [2018-09-13] （英语）.